# Vítězslava Kaprálová
Vítězslava Kaprálová, AFI [ˈvi:cɛslava ˈkapra:lova:] (Brno, 24 de gener de 1915 - Montpeller, 16 de juny de 1940) va ser una compositora i directora d'orquestra txeca.

## Vida
Vítězslava Kaprálová era filla del compositor Václav Kaprál i la cantant Viktorie Kaprálová. El 1930-1935 va estudiar composició amb Vilém Petrželka i direcció amb Zdeněk Chalabala al Conservatori de Brno. Va continuar la seva educació musical amb Vítězslav Novák (1935-37) i Václav Talich (1935-36) a Praga i amb Bohuslav Martinů, Charles Münch (1937-39) i, segons alguns relats no verificats, amb Nadia Boulanger (1940) a París. El 1937 va dirigir l'Orquestra Filharmònica Txeca i un any més tard a l'Orquestra Simfònica de la BBC en la seva composició Sinfonietta Militar. El seu marit va ser l'escriptor txec Jiří Mucha, amb qui es va casar dos mesos abans de la seva mort.
Malgrat la seva mort prematura -va ser diagnosticada erròniament com a tuberculosi miliar- a Montpeller, a l'edat de 25 anys, Kaprálová va crear una impressionant obra. La seva música va ser admirada per Rafael Kubelík, que va estrenar la seva cançó orquestral Waving Farewell i també va dirigir altres tres obres orquestrals. Entre els molts intèrprets de la seva música de piano hi va haver el pianista Rudolf Firkušný, per qui Kaprálová va compondre el seu treball per a piano més conegut Dubnová preludia ('Preludis d'abril'). El 1946, en agraïment per la seva contribució distintiva, la institució acadèmica més important del país, l'Acadèmia txeca de les Ciències i les Arts, li va atorgar ser membre honorària pòstuma. El 1948, aquest honor havia estat atorgat a només 10 dones, dels 648 membres de l'Acadèmia.

## Composicions
El catàleg de Kaprálová inclou composicions per a piano, un quartet de corda, un trio per a oboè, clarinet i fagot, música per a violoncel, música per a violí i piano, una cantata orquestral, dos concerts per a piano, dos suites orquestrals, una sinfonietta, i un concertino per a clarinet, violí i orquestra. La major part de la seva música va ser publicada al llarg de la seva vida i continua sent publicada avui per diverses cases editorials, incloent Bärenreiter-Verlag. A més, la seva música ha estat llançada oficialment en discos compactes per una varietat de companyies discogràfiques, incloent-hi Koch Rècords i Supraphon.

## Selecció d'obres
- Cinc composicions per a piano
- Dos treballs per a violí i piano, op. 3
- Dues cançons, op. 4
- Espurnes de cendres, op. 5
- Gener, per a tenor/soprano, flauta, dos violins, violoncel i piano
- Sonata Appassionata, per a piano, op. 6
- Concert de piano en re menor, op. 7
- Quartet de corda, op. 8
- Tres peces per a piano, op. 9
- Poma de la falda, op. 10
- Sinfonietta militar, op. 11
- Per sempre, op. 12
- Preludis d'abril, per a piano, op. 13
- Waving Farewell, per a veu i orquestra/de piano, op. 14
- Trio per a oboè, clarinet i fagot
- Ilena, cantata per solista, cor mixt, orquestra i recitador, op. 15
- Variacions sur le carillon de l'église St-Étienne du Mont, per a piano, op. 16
- Elegy, per a violí i piano
- Suita rústica, per a orquestra, op. 19
- Partita, per a piano i orquestra de corda, op. 20
- Concertino, per a violí, clarinet i orquestra, op. 21
- Cantat a la distància, op. 22
- Deux ritournelles pour violoncelle et piano, op. 25

### Llibres
- Derny, Nicolas. Vítězslava Kaprálová: Portrait musical et amoureux. Editions Li Jardin d'Essai, 2015 (en anglès)
- Hartl, Karla and Erik Entwistle, eds. The Kaprálová Companion. A guide to the life and music of Czech composer Vítězslava Kaprálová. 240 pàg. Lanham, MD: Lexington Books, 2011. ISBN 978-0-7391-6723-6 (en anglès)

### Articles
- Blalock, Marta. "Kaprálová's String Quartet, op. 8." Kapralova Society Journal 8, no. 1 (2010): 1-10. (en anglès)
- Cheek, Timothy. "Navždy (Forever) Kaprálová: Reevaluating Czech composer Vítězslava Kaprálová through her thirty songs." Kapralova Society Journal 3, no. 2 (2005): 1-6. (en anglès)
- Cheek, Timothy. "Sad Evening, Great Discovery: Bringing to Light a New Song by Vítězslava Kaprálová" Kapralova Society Journal 12, no. 1 (2014): 1-7. (en anglès)
- Egeling, Stephane. "Kaprálová’s Trio for oboè, clarinet and bassoon." Kapralova Society Journal 9, no. 2 (2011): 5-8. (en anglès)
- Entwistle, Erik. "To je Julietta. Martinů, Kaprálová and Musical Symbolism." Kapralova Society Newsletter 2, no. 2 (2004): 1-15. (en anglès)
- Hartl, Karla. "The Centenary of Vitezslava Kapralova." Kapralova Society Journal 13, no. 1 (2015): 1-5. (en anglès)
- Jandura, Tereza. "Kaprálová’s Jablko s klína, op. 10." Kapralova Society Journal 9, no. 1 (2011): 1-11. (en anglès)
- Kostas, Martin. "An Analysis of Compositional Methods Applied in Kaprálová’s Cantata Ilena, op. 15." Kapralova Society Journal 10, no. 1 (2012): 1–6. (en anglès)
- Latour, Michelle. "Kaprálová’s song Leden." Kapralova Society Journal 9, no. 1 (2011): 1-4. (en anglès)
- Latour, Michelle. "Kaprálová’s Vteřiny, op. 18." Kapralova Society Journal 10, no. 1 (2012): 7–10. (en anglès)
- Paige, Diane M. "Kapralova and the Muses: Understanding the Qualified Composer." Kapralova Society Journal 10, no. 2 (2012): 1–6. (en anglès)
- Vejvarova, Michaela. "Vítězslava Kaprálová's Last Concertino." Czech Music 4 (2001): 6-7. (en anglès)

### Dissertacions i tesis
- Blalock, Marta. Analysis and performance problems of Vítězslava Kaprálová’s String quartet, op. 8 (1935-1936). Dissertation for B.Mus. & M.M., Universitat de Geòrgia, 2000, 2003. (en anglès)
- Jandura, Tereza. Her Own Voice: The Art Songs of Vitezslava Kapralova. DMA dissertation. Universitat d'Arizona, 2009. (en anglès)
- Lytle, Rebecca. An Analysis of Selected Works of Vitezslava Kapralova. Master's thesis, Universitat de Texas, El Pas, 2008. (en anglès)